# Pázmánd, Fejér
Pázmánd  este un sat în districtul Gárdony, județul Fejér, Ungaria, având o populație de 2.044 de locuitori (2011). 

## Demografie
Componența etnică a satului Pázmánd
     Maghiari (98,18%)
     Necunoscut (0,75%)
     Alții (1,07%)
Componența confesională a satului Pázmánd
     Romano-catolici (64,68%)
     Fără religie (6,56%)
     Reformați (5,19%)
     Necunoscută (21,92%)
     Alte religii (2,54%)
Conform recensământului din 2011, satul Pázmánd avea 2.044 de locuitori. Din punct de vedere etnic, majoritatea locuitorilor (98,18%) erau maghiari. Apartenența etnică nu este cunoscută în cazul a 0,75% din locuitori.  Din punct de vedere confesional, majoritatea locuitorilor (64,68%) erau romano-catolici, existând și minorități de persoane fără religie (6,56%) și reformați (5,19%). Pentru 21,92% din locuitori nu este cunoscută apartenența confesională.